# Raksi

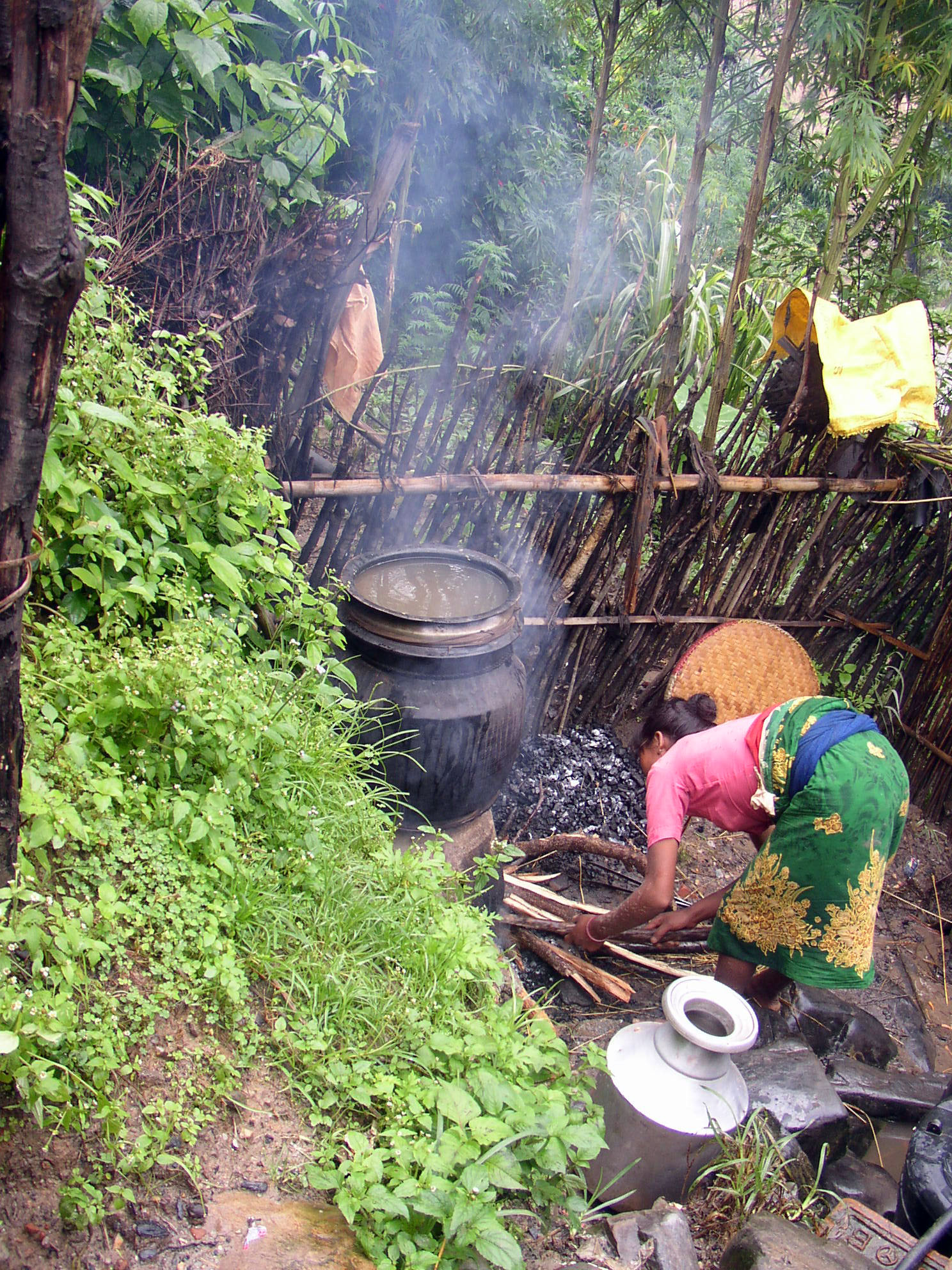
Distillerie de raksi, au Népal

Le raksi (népalais : रक्सी) est une boisson alcoolisée à base de riz ou de millet et distillé au Népal et au Tibet[source insuffisante].